# Reciprokke Fibonacci-konstant
Den reciprokke Fibonacci-konstant, eller ψ, er defineret som summen af de reciprokke værdier af Fibonacci-tallene:
{\displaystyle \psi =\sum _{k=1}^{\infty }{\frac {1}{F_{k}}}={\frac {1}{1}}+{\frac {1}{1}}+{\frac {1}{2}}+{\frac {1}{3}}+{\frac {1}{5}}+{\frac {1}{8}}+{\frac {1}{13}}+{\frac {1}{21}}+\cdots .}
Da forholdet mellem to på hinanden følgende led, {\displaystyle {\frac {F_{k+1}}{F_{k}}}}, nærmer sig den reciprokke værdi af det gyldne snit, {\displaystyle {\frac {1}{\varphi }}={\frac {2}{1+{\sqrt {5}}}}=0,6180339887\ldots .}, og da det er mindre end 1, siger kvotientkriteriet at summen konvergerer.
Værdien af ψ er cirka
{\displaystyle \psi =3,359885666243177553172011302918927179688905133732\dots .}
Bill Gosper har beskrevet en hurtig algoritme for beregning af den approksimative værdi. Den reciprokke Fibonacci-række giver O(k) cifres nøjagtighed for k led, mens Gospers konvergens-acceleration giver O(k2) cifre.
ψ er et irrationalt tal. Dette blev formodet af Paul Erdős, Ronald Graham og Leonard Carlitz, og bevist i 1989 af Richard André-Jeannin.
Tallets kædebrøks repræsentation er givet ved:
{\displaystyle \psi =[3;2,1,3,1,1,13,2,3,3,2,1,1,6,3,2,4,362,2,4,8,6,30,50,1,6,3,3,2,7,2,3,1,3,2,\dots ]\!\,.} 

## Ekstern henvisning
- Reciprocal Fibonacci Constant på MathWorld